# Wereldkampioenschap voetbal 2018 (Groep F) Zuid-Korea - Mexico
Dit artikel gaat over de wedstrijd in de groepsfase in groep F tussen Zuid-Korea en Mexico die gespeeld werd op zaterdag 23 juni 2018 tijdens het wereldkampioenschap voetbal 2018. Het duel was de achtentwintigste wedstrijd van het toernooi.

## Voorafgaand aan de wedstrijd
- Zuid-Korea stond bij aanvang van het toernooi op de zevenenvijftigste plaats van de FIFA-wereldranglijst.[1]
- Mexico stond bij aanvang van het toernooi op de vijftiende plaats van de FIFA-wereldranglijst.[2]
- Deze confrontatie tussen de nationale elftallen van Zuid-Korea en Mexico was de dertiende in de historie.[3]
- Het duel vindt plaats in het Rostov Arena in Rostov aan de Don. Dit stadion werd in 2017 geopend en kan 45.000 toeschouwers herbergen.

## Wedstrijdgegevens[4]
| Datum                | 23 juni 2018                                                                                      | 23 juni 2018                                                                                      |
| Wedstrijdnummer      | 28                                                                                                | 28                                                                                                |
| Stadion              | Rostov Arena, Rostov aan de Don                                                                   | Rostov Arena, Rostov aan de Don                                                                   |
| Toeschouwers         | 43.472                                                                                            | 43.472                                                                                            |
| Scheidsrechter       | Milorad Mažić                                                                                     | Milorad Mažić                                                                                     |
| Assistenten          | Milovan Ristić Dalibor Đurđević                                                                   | Milovan Ristić Dalibor Đurđević                                                                   |
| Vierde official      | John Pitti                                                                                        | John Pitti                                                                                        |
| Videoscheidsrechters | Daniele Orsato Carlos Astroza (assistent) Artur Soares Dias (assistent) Tiago Martins (assistent) | Daniele Orsato Carlos Astroza (assistent) Artur Soares Dias (assistent) Tiago Martins (assistent) |
| Man van de wedstrijd | Javier Hernández                                                                                  | Javier Hernández                                                                                  |
|                      | Zuid-Korea                                                                                        | Mexico                                                                                            |
| Doelpunten           | 1                                                                                                 | 2                                                                                                 |
| Gele kaarten         | 4                                                                                                 | 0                                                                                                 |
| Rode kaarten         | 0                                                                                                 | 0                                                                                                 |
| Wissels              | 3                                                                                                 | 3                                                                                                 |
| Schoten op doel      | 6                                                                                                 | 5                                                                                                 |
| Schoten naast doel   | 2                                                                                                 | 6                                                                                                 |
| Overtredingen        | 24                                                                                                | 7                                                                                                 |
| Hoekschoppen         | 7                                                                                                 | 5                                                                                                 |
| Buitenspel           | 0                                                                                                 | 0                                                                                                 |
| Balbezit (%)         | 41                                                                                                | 59                                                                                                |

| Zuid-Korea | 1 – 2           | Mexico |
| (Lee Jae-sung) Son Heung-min 90+3' | goals (assists) | 26' (pen.) Carlos Vela 66' Javier Hernández (Hirving Lozano) |
| Shin Tae-yong | bondscoach      | Juan Carlos Osorio |
| Jo Hyeon-woo Lee Yong Jang Hyun-soo Kim Young-gwon Kim Min-woo 84' Moon Seon-min 77' Ju Se-jong 64' Ki Sung-yong Hwang Hee-chan Lee Jae-sung Son Heung-min | opstellingen    | Guillermo Ochoa Edson Álvarez Carlos Salcedo Héctor Moreno Jesús Gallardo Miguel Layún Héctor Herrera 68' Andrés Guardado 77' Carlos Vela Javier Hernández 71' Hirving Lozano |
| Lee Seung-woo 64' Jung Woo-young 77' Hong Chul 84' | wissels         | 68' Rafael Márquez 71' Jesús Corona 77' Giovani dos Santos |
| Kim Young-gwon 58' Lee Yong 63' Lee Seung-woo 72' Jung Woo-young 80'                                                                                       | gele kaarten    | |
| | rode kaarten    | |